# Spaichingen
Spaichingen este un oraș din landul Baden-Württemberg, Germania. Aici s-a născut Marco Ehmann.  
1. ↑   http://www.statistik.baden-wuerttemberg.de/BevoelkGebiet/Bevoelkerung/01515020.tab?R=GS327046 Lipsește sau este vid: |title= (ajutor)